# Structuralism
Structuralismul este o orientare teoretică și metodologică interdisciplinară care studiază structura, funcțiile și sistemele de relații ce caracterizează obiectele și procesele în științele contemporane, punând în prim plan totalitatea în raport cu individul și sincronicitatea faptelor în raport cu evoluția. Unele discipline, sub influența pozitivismului, tind să se emancipeze de tutela filozofiei, adoptând puncte de vedere specifice. Astfel, psihologia devine marcată de behaviorism și configuraționism, sociologia de funcționalism, lingvistica mai ales de semantică. De aceea nu se poate vorbi de un structuralism unitar, ci de diverse puncte de vedere structuraliste în funcție de obiectele cercetate. Înțelegerea unui obiect rezultă astfel din compararea cu alte obiecte și din considerarea poziției sale într-un sistem de relații reciproce. Cunoașterea structurei clarifică formarea și transformarea obiectului cercetat. 
Structuralismul a avut momentul său culminant între anii 1960 și 1970. Metodele structuraliste au fost adoptate mai ales în lingvistică, semiotică și teoria literaturii. Aplicarea acestor metode se pot regăsi și în psihanaliză, teoria cunoașterii, psihologie, științele sociale și antropologie.

## Structuralismul în lingvistică

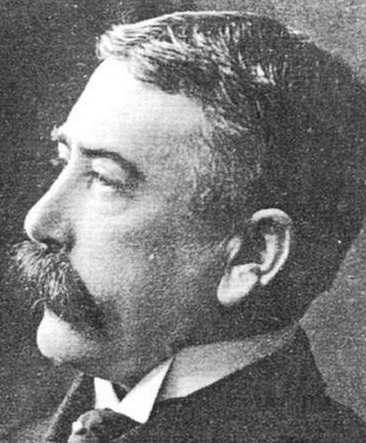
Ferdinand de Saussure

Limbajul este paradigma principală a cercetărilor structuralistice. Structuralismul vede în limbaj, ca un sistem de semne, forma de bază a oricărei organizări unitare a realității. Alături de structura limbajului se dezvoltă structura profundă a culturii. Fenomenele culturale și sociale se explică sub forma unor structuri complexe având drept model limbajul ca sistem de comunicare. Așa se înțeleg, de exemplu, textele de orice natură sau relațiile sociale ale puterii.                                                                                               
La începutul anilor 1920, lingvistica se definea ca un domeniu de cercetare particular în interiorul mișcării pozitiviste din cadrul științelor umane (în limba germană: Geistwissenschaften). 
Structuralismului în lingvistică s-a dezvoltat sub influența lucrărilor cercetătorului elvețian Ferdinand de Saussure (1857-1913), care - în Cours de linguistique générale (apărut postum în 1916) - diferențiază noțiunea de limbaj (langue) de limba vorbită  sau vorbire (parole), și ale lui Edward Sapir (1884-1939), care, folosind în lingvistică criterii formale în detrimentul celor istorice, insistă asupra opoziției dintre "structura" (pattern) limbajului și "realitatea vorbită". Saussure propusese o ipoteză generală asupra naturii și funcționării limbajului; Sapir, independent de Saussure, stabilește mai multe diferențieri, care anunță structuralismul, ca aceea dintre fonologie și fonetică sau cea dintre sincronie și diacronie.
Principiul fundamental al structuralismului poate fi enunțat ca un principiu de imanență, conform căruia enunțarea unui fapt realizat nu poate fi analizat decât pornind de la trăsăturile lui interne actuale și nu de la evoluția istorică, cum ar fi, de exemplu, etimologia unui cuvânt. Esențial este studiul sincronic, care se ocupă cu raporturile logice și psihologice dintre termenii coexistenți ai sistemului, așa cum este perceput de conștiința colectivă, precum și studiuldiacronic, care pune în evidență reporturile ce leagă termenii succesivi, ce se substituie unul altuia pentru a forma un sistem coerent.
Limbajul se definește ca un sistem închis, asupra căruia se pot aplica mai multe mijloace de analiză pentru a pune în evidență unitățile din care este constituit și regulile de combinare a diverselor unități. Funcția limbajului presupune în mod necesar existența acestor reguli care controlează raportul dintre respectivele unități. Ferdinand de Saussure insistă asupra unor opoziții importante: astfel, limbajul reprezintă un fenomen social produs al memoriei, în timp ce vorbirea este un fapt de creație individuală.
Un merit decisiv al structuralismului este și acela de a fi redefinit noțiunea de "valoare" în lingvistică. Valoarea unității lingvistice nu este nici reductibilă la aspectul său semnificat (adică la conținutul său în semnificare), nici la aspectul său semnificant (respectiv forma sa acustică sau grafică). Valoarea se exprimă în raportul existent între semnificant și semnificat, raport care constituie un element original în întregul sistem lingvistic. 
Analiza structurală are ca scop delimitarea unităților lingvistice în funcție de relațiile lor reciproce. Aceste relații sunt de două feluri: unele definesc raporturile existente între fiecare element al enunțului, celelalte definesc elementele în funcție de poziția lor față de unitățile enunțate. Relațiile de primul tip sunt numite sintagmatice, cele de al doilea tip, paradigmatice. Lingvistul francez Émile Benveniste (1902-1976) definește patru nivele de analiză: nivelul trăsăturilor distinctive, nivelul fonologic, nivelul morfologic și nivelul frazic. Pentru a înțelege mai bine acest  model de analiză ne putem referi la definiția constituantului nemijlocit, așa cum a fost formulată de lingvistul american Leonard Bloomfeld (1887-1949), metodă de diviziune a frazelor prin care se izolează segmentele care constituie nemijlocit fiecare frază, fraza fiind în practică elementul uzual cel mai extins (există și elemente mai vaste: paragraful, capitolul, o carte în întregime etc.). Apoi se definesc segmentele care se degajează din frază, și așa mai departe până la morfene și foneme. Se obține astfel un fel de ierarhie structurală, în care fiecare nivel se integrează la nivelul superior. Ar exista și elemente intermediare între nivelul morfologic și nivelul frazic.         

### Alți reprezentanți ai structuralismului în lingvistică
Grupul cel mai important l-a reprezentat școala din Praga, fondată în 1926 la inițiativa lui Villém Mathesius, dominată de doi lingviști ruși, Nicolai Sergheievici Trubețkoi (1890-1938), specialist în fonologie, și Roman Jakobson (1896-1982), ultimul transferat în 1941 în Statele Unite. 
O altă școală a fost cea din Copenhaga, cu Ludovic Trolle Hjelmslev (1899-1965) și Viggo Brøndal (1887-1942). Hjelmslev este primul structuralist care pune problema unei semantici generale, postulând izomorfismul între planul semnificant și cel semnificat.
Școala americană este reprezentată de Edward Sapir, Leonard Bloomfield și Zellig Sabbetai Harris (1909-1992).
Structuralismul în lingvistică începe să diminue în importanță o dată cu apariția după anii 1960 a teoriei gramaticei generative sau generativismului, dezvoltat de Noam Chomsky.

## Dezvoltare ulterioară în alte domenii

### Structuralismul în antropologie și sociologie
Mișcarea structuralistă s-a caracterizat încă de la ivirea ei printr-o critică a metodei istoricizante a școlilor antropologice anterioare, difuzionismul și evoluționismul. Ea a dat naștere la două curente distincte: structuro-funcționalismul anglo-saxon și structuralismul lui Claude Lévi-Strauss.

#### Structuralismul anglo-saxon
În literatura de limbă engleză antropologia structuralistă este reprezentată în special de Bronislaw Malinowski (1884-1942) și Alfred Reginald Radcliffe-Brown (1881-1955). Ambii folosesc metoda structuralistă în măsura în care se consideră că fiecare societate constituie un sistem, un ansamblu de elemente interdependente, cum sunt relațiile de rudenie, cultura, religia, economia, tehnica, care nu au sens decât în interrelațiile reciproce. Sarcina antropologiei este de a descoperi și de a analiza aceste relații. Se poate vorbi de un punct de vedere funcționalist, pentru că prin această metodă se definește funcția asumată de fiecare element constitutiv al structurei sociale respective. 
Pentru Radcliffe-Brown, structurile "concrete" constituie materia primă a observației antropologice, în timp ce structurile generale, "abstracte", care le organizează, reprezintă modele care permit înțelegerea fenomenelor sociale. 
Sociologul american Talcott Parsons (1902-1979) definește structura ca o construcție stabilă, independentă de fluctuațiile mediului în care există, spre deosebire de funcție, care reprezintă un efort permanent de adaptare a structurei la schimbările petrecute în mediu. Ambele aspecte sunt corelate strâns în sistemul social și permit astfel înțelegerea organizării și dinamicei sociale, destinat să furnizeze un cadru elementului principal pe care îl constituie acțiunea. Orice acțiune implică relații interdependente, cum ar fi normele, simbolurile și valorile sociale.

#### Structuralismul antropologic al lui Claude Lévi-Strauss
Structura este definită de Claude Lévi-Strauss ca un ansamblu de raporturi invariabile (corelative sau antitezice), care exprimă organizarea unui sistem: "noțiunea de structură socială nu se raportează la realitatea sa empirică, ci la modelele construite după aceasta" (C. L-S.). În consecință, ea nu poate fi observată în mod direct, ci constituie realitatea devenită inteligibilă sub formă logică, modelul, sistem simbolic care permite accesul la structură.  

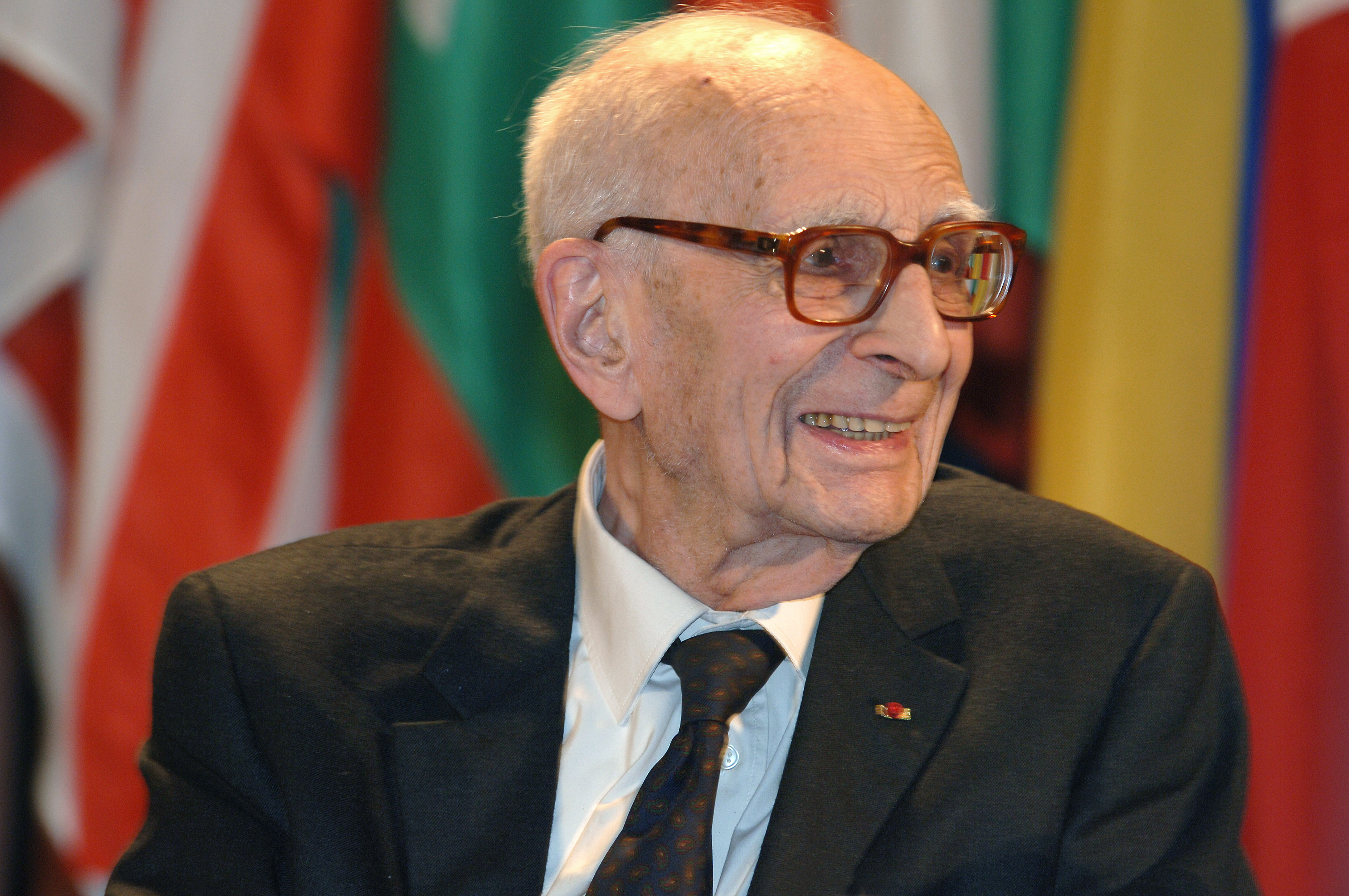
Claude Lévi-Strauss

Unele modele aparțin unei categorii logice stricte, ca acelea utilizate de Lévi-Strauss în lucrarea sa Structures élémetaires de la parenté (1949); altele sunt constituite din simple aserțiuni, având între ele raporturi de opoziție, de corelație sau de generare (vezi seria Mythologiques, 1964-1971). Există modele conștiente și modele construite: primele sunt acelea care pun în mișcare sistemul social al unei populații, celelalte sunt acelea (re)construite sau descoperite de cercetătorul care studiază structura unei populații. 
Prin cercetările lui Lévi-Strauss asupra grupurilor sociale primitive (de exemplu clanurile totemice, miturile amerindiane), structuralismul a atins în antropologie și etnografie un grad de perfecțiune care nu va mai fi depășit. Analiza structurală și-a arătat eficacitatea în studiul acestor forme sociale fixe, devine însă insuficientă când este confruntată cu realitatea societăților complexe, cum este aceea din zilele noastre.

### Teoria literaturii și critica literară
În afară de lingvistică și antropologie, structuralismul s-a manifestat mai ales în critica literară, în special prin contribuțiile lui Roland Barthes, Gérard Genette și Michael Riffaterre. 
După ce a studiat semnele, simbolurile și miturile existente în societatea contemporană (Mythologie, 1957; Système de la mode, 1987), Roland Barthes (1915-1980) aplică procedeele de analiză structurală la studiul textelor literare (Essais critiques, 1965, 1970), în special la tragediile lui Racine.
Gérard Genette (n. 1930) pune accentul pe aspectul temporal al creației literare, cum ar fi noțiunea "prezentului" într-o narațiune. În Palimpsestes (1982), Genette definește "intertextualitatea" ca un ansamblu de relații existente între citări, referințe și interpretări, mai mult sau mai puțin explicite, care se stabilesc între textele literare.
Michael Riffaterre (1924-2006) a introdus în analiza structuralistă noțiunea de "stilistică", definită ca studiu lingvistic al efectelor de comunicare exercitate de textele literare asupra cititorului (Essais de stylistique structurale, 1971), Pentru Riffaterre, cititorul are un rol activ în timpul lecturii, el trebuie să interpreteze textul, făcând apel la cultura și la propria sa experiență. Textul literar devine astfel o realitate sensibilă, niciodată definitivă, fiecare cititor având viziunea sa proprie, diferită de a altora.

### În filosofie
Michel Foucault (1926-1984) este poate singurul care a făcut din mișcarea structuralistă un instrument de investigație filosofică a științelor umane. Deși a refuzat eticheta de "structuralist", în Les Mots et les Choses (1966) el admite existența unei "structuri" în orice fenomen uman, psihologic, social etc., cu o realitate, este adevărat, incertă și intangibilă, dar efectivă și devenită inteligibilă prin organizarea logică pe care o presupune structura.

### Alte discipline
- Psihologie: Jean Piaget (1896-1980)
- Psihanaliză: Jacques Lacan (1901-1981)
- Istoria religiilor: Jean-Pierre Vernant (1914-2007)
- Marxism: Louis Althusser (1918-1990)

## Critica structuralismului
Structuralismului i se reproșează faptul de a se fi îndepărtat de regulile elementare ale cercetării științifice, transformând ipotezele inițiale (generalizarea modelului lingvistic al lui Ferdinand de Saussure la totalitatea aspectelor sociale, universalitatea analizei structurale) în dogme, pe care cercetările structuraliste ulterioare nu le-a mai pus în discuție. Teoria structuralistă a lui Lévi-Strauss ar fi, după Robert Jaulin, încărcată de un etnocentrism elementar, din care ar rezulta un "Inconștient Structural", prezent în mod permanent în spatele diversității aparente a culturilor. Pentru Jean Piaget (1896-1980), structuralismul este "o metodă și nu o doctrină". "Nu ar fi posibilă existența unei structuri în afara unei construcții, fie ea abstractă sau genetică", un punct de vedere care îl apropie de constructivism. 
Jacques Derrida (1930-2004) impută structuralismului lingvistic faptul de a fi dat precădere formelor verbale și "sonore" în detrimentul formei scrise.